# 鯨井康介
鯨井 康介（くじらい こうすけ、1987年7月20日 - ）は、日本の俳優、声優である。埼玉県出身。プロダクション尾木所属。

## 来歴・人物
日本舞踊の師範である母親の影響で4歳から日本舞踊（花柳流）を始め、2004年に国立劇場で女形に挑戦した。
中学3年生の時、母親の弟子が所属する劇団の公演を観劇。それが縁で翌年同劇団公演に参加。演劇ではこれが初舞台となる。その後劇団公演への参加を続け、観劇していた当時の芸能事務所の者に声をかけられ、高校1年生のとき事務所入りした。
2004年4月、テレビアニメ『Get Ride! アムドライバー』の主人公ジェナス・ディラ役で声優デビューする。同年10月、同作品のオープニングテーマ「Ready?」でCDデビューした。
2005年1月から舞台『ミュージカル・テニスの王子様』に海堂薫役で出演。2006年3月の「Dream Live 3rd」にて同期メンバーと共に卒業したが、次回公演の新キャストが突如降板したことに伴い、急遽同年8月の「Advancement Match 六角 feat. 氷帝学園」に同役で出演した。以降は、舞台を中心にテレビドラマ・映画・などで活動している。
2010年3月に大学を卒業。同年、所属事務所Y・M・Oの社名変更に伴い、系列事務所であるプロダクション尾木に移籍した。
2020年、原田優一、オレノグラフィティ、小柳心とともにPAT Companyを結成。旗揚げ公演「ミュージカル GOOD EVENING SCHOOL」ではプロデューサーをつとめ、また出演も果たした。
特技は日本舞踊・剣道（二段）、趣味は打ちっぱなし・落語。

## 出演作品

### テレビドラマ
- 時空警察ヴェッカーシグナ（2007年7月 - 9月、テレビ朝日） - 覚良亮二 / 覚（声） 役
- 白虎隊（2007年1月、テレビ朝日） - 安達藤三郎 役
- トミカヒーロー レスキューフォース 第4話・46話（2008年4月・2009年2月、テレビ東京） - 竜司 役
- ごくせん 第3シリーズ（2008年4月 - 6月、日本テレビ） - 大平康介 役
  - ごくせん 卒業スペシャル'09 ヤンクミ最後の卒業式!（2009年3月）
- 新春ワイド時代劇 寧々〜おんな太閤記（2009年1月、テレビ東京） - 松平忠輝 役
- 侍戦隊シンケンジャー 第35話（2009年10月、テレビ朝日） - 松川新太郎 役
- Q10（2010年10月 - 12月、日本テレビ） - 宮沢三郎 役
- メルトダウン 〜福島第一原発 あのとき何が〜（2011年12月、NHK） - 職員 役
- 未解決事件 file.02 オウム真理教（2012年5月、NHK）
- 花子とアン（2014年度上半期） - 荒井 役
- 水曜ミステリー9 横山秀夫特別企画 永遠の時効（2014年6月、テレビ東京）[5]
- NHK BSプレミアム 「謎解きLIVE『美白島殺人事件』」（2015年7月、NHK）
- 弱虫ペダル（2016年8月 - 10月、BSスカパー!） - 手嶋純太 役[6]
  - 弱虫ペダルSeason2 （2017年8月 - 12月、BSスカパー!） - 手嶋純太 役[7]
- 伊藤くんAtoZ 第1話 （2017年8月、TBS/MBS）
- 黒革の手帖 第7話・8話（2017年9月、テレビ朝日）
- ドラマスペシャル　堂場瞬一サスペンス 「ラストライン 刑事岩倉剛」（2020年6月29日、テレビ東京） - 近藤洋史 役[8]
- シッコウ!!〜犬と私と執行官〜 第8話（2023年9月5日、テレビ朝日） - 清川淳也 役

### テレビアニメ
- Get Ride! アムドライバー（2004年） - ジェナス・ディラ 役[9]
- おねがいマイメロディ 第5話（2005年） - 内田信一 役
- アイシールド21 第23話 - 26話、第89話 - 90話（2005年、2007年） - パトリック・スペンサー 役
- 僕等がいた 第2話 - 3話（2006年） - 生徒 役
- おねがいマイメロディ 〜くるくるシャッフル!〜 第10話（2006年） - 内田信一 役

### 映画
- 実写映画 テニスの王子様（2006年） - 海堂薫 役
- 荒くれKNIGHT（2007年） - 白田 役
- ごくせん THE MOVIE（2009年） - 大平康介 役
- 喧嘩番長 劇場版〜一年戦争（2011年） - 八神真 役
- 怜々蒐集譚（2019年） - 来島 役
- 東京ワイン会ピープル（2019年） - 西義和 役[10]

### 劇場版アニメ
- 雲のむこう、約束の場所（2004年） - 男子生徒 役

### ゲーム
- Get Ride! アムドライバー 相克の真実（2005年） - ジェナス・ディラ 役
- 家庭教師ヒットマンREBORN!DS フェイトオブヒート 炎の運命（2008年） - アルビート 役
  - 家庭教師ヒットマンREBORN!DS フェイトオブヒートII 運命のふたり（2009年） - アルビート・十年後アルビート 役、デヴォルト役
- 遊☆戯☆王ARC-V TAG FORCE SPECIAL（2015年） - 闇遊戯 役

### ラジオドラマ
- 「Listen! WONDERGROUND」東京メトロ空中都市伝説『tales of WONDERGROUND』（2011年5月、TOKYO FM） - 白金台介 役
- SUZUKIワゴンR presents J POWER STORY〜『世界へ、そして未来へ』（2012年9月、TOKYO FM）
- 特集オーディオドラマ『アシマの銃、セギルの草笛』（2017年1月、NHK FM） - ボスコ 役
- 青春アドベンチャー（NHK-FM）
  - 『帝冠の恋』（2017年1月 - 2月） - プロケシュ 役
  - 『夜露姫』（2018年6月4日 - 15日） - 橘基忠 役[11]
  - 『時めがね金沢うた絵巻』（2020年1月6日 - 17日） - 前田利常 役[12]

### 舞台
- ミュージカル『テニスの王子様』（2005年 - 2006年、日本青年館 他） - 海堂薫 役
  - in winter 2004 - 2005 side 山吹 feat. 聖ルドルフ学院
  - Dream Live 2nd
  - The Imperial Match 氷帝学園
  - The Imperial Match 氷帝学園 in winter 2005 - 2006
  - Dream Live 3rd
  - Advancement Match 六角 feat. 氷帝学園
- *pnish* vol.7『トレジャーボックス』（2006年7月、全労済ホールスペース・ゼロ） - 日比野修一 役
- 『ヨイショ!の神様』（2006年、新橋演舞場） - 石森健吉 役
- 『殿のちょんまげを切る女』（2007年） - 富岡一之助 役
- 『櫻の園』（2007年 / 2009年、青山円形劇場） - 島田祐介 役
- ミュージカル『DEAR BOYS』 - 五十嵐修・鯨ボール 役
  - ミュージカル『DEAR BOYS』（2007年12月、全労済ホールスペース・ゼロ）
  - ミュージカル『DEAR BOYS vs. EAST HONMOKU』（2008年7月 - 8月、全労済ホールスペース・ゼロ）
  - ニコニコミュージカル『DEAR BOYS -Double Revenge』（2011年4月 - 5月、シアター1010）
- 『わらしべ夫婦双六旅』（2008年2月、新橋演舞場） - 若三郎 役
- 『帰ってきた浅草パラダイス』（2009年2月、新橋演舞場） - 松川勝 役
- 『女信長』（2009年6月、青山劇場 / シアターBRAVA!） - 簗田政綱 役
- 『マグダラなマリア』 - 黒海なぎさ 役
  - 『マグダラなマリア 〜マリアさんは二度くらい死ぬ! オリエンタルサンシャイン急行殺人事件〜』（2009年11月、サンシャイン劇場 / 新神戸オリエンタル劇場）
  - マリア・マグダレーナ来日特別公演『マグダライブ！！』（2012年6月、SHIBUYA-AX）
  - 『マグダラなマリア 〜ワインとタンゴと男と女とワイン〜』（2012年11月 - 12月、サンシャイン劇場 / 新神戸オリエンタル劇場）
  - マリア・マグダレーナ来日特別公演『マグダライブ！！2013』（2013年6月、SHIBUYA-AX）
- 『困ったメン 〜絶望のジングルベルMIX〜』（2009年12月、全労済ホールスペース・ゼロ） - セコ 役
- 『LOVE GUN』（2010年6月、赤坂RED/THEATER） - 根本巡査 役
- 『ROCK'N JAM MUSICAL III』（2010年6月 - 7月、紀伊國屋ホール） - 元 役 ※ダブルキャスト
- 『姫子と7人のマモル』（2010年12月、全労済ホールスペース・ゼロ） - マモル 役
- 『華鬼』（2011年3月、博品館劇場） - 貢国一 役
- 『ROCK MUSICAL BLEACH』 - 阿散井恋次 役
  - BLEACH連載10周年記念公演『ROCK MUSICAL BLEACH』（2011年7月 - 8月、シアタークリエ 他）
  - 『ROCK MUSICAL BLEACH REprise』（再演）（2012年8月 - 9月、品川ステラボール 他）
- 『少年探偵団』（2011年10月、青山円形劇場） - 井上一郎 役
- 『ALTARBOYZ [ORANGE]』（2012年1月 - 2月、シアター1010） - MARK 役
- 『ゴジラ』（2012年5月、SPACE107） - ゴジラ 役[13]
- 『体感季節』（2012年5月、キンケロ・シアター） - 由良 役
- 『イケメン金融工学』（2012年7月 - 8月、SPACE107 / ABCホール） - シン 役
- 『GO, JET! GO! GO! 〜I LOVE YOUが言えなくて〜』（2012年10月、SPACE107） - JET 役
- 樅ノ木は残った（2013年1月、新歌舞伎座）
- 『GO, JET! GO! GO! 〜I LOVE YOUが言えなくて〜』（再演）（2013年5月、SPACE107） - JET 役
- 『ママと僕たち』 - 入江リュウノスケ 役
  - 『ママと僕たち』（2013年6月、AiiA Theater Tokyo）
  - ママと僕たち よちよちフェスティバル〜もっかい！いち！に！〜『ママと僕たち』（再演）（2015年2月、AiiA Theater Tokyo）
- タイツマンズ・シズエ企画 ミュージカル・オムニバスコメディー『歌いタイツ!』（2013年9月、あうるすぽっと）
- 30-DELUX The Remake Theater 『デスティニー』（2013年10月 - 11月、赤坂ACTシアター / キャナルシティ劇場 / サンケイホールブリーゼ / 名鉄ホール） - ジブリール 役
- 音楽劇『Nutcracker-くるみ割り人形-』（2013年12月、六行会ホール） - ねずみの長男 役
- 音楽劇『瀧廉太郎の友人、と知人とその他の諸々』（2014年1月、草月ホール） - 瀧廉太郎 役
- 農業系Rockミュージカル『いただきます！』（2014年3月、新宿FACE） - 日下部文男 役
- 東京アンテナコンテナ『サスライ7 パート2 -承 ホホエミ-』（2014年5月、あうるすぽっと） - 真 役
- ミュージカル『ピーターパン』 - チェッコ 役
  - ミュージカル『ピーターパン』（2014年7 - 8月、東京国際フォーラム 他）
  - ミュージカル『ピーターパン』（再演）（2015年7月 - 8月、東京国際フォーラム 他）
- 『Kiss Me You 〜がんばったシンプー達へ〜』（2014年9月、中目黒キンケロ・シアター） - 武村正也 役 ※ダブルキャスト
- オフ・ブロードウェイミュージカル『bare』（2014年12月、中野ザ・ポケット） - ジェイソン 役 ※ダブルキャスト
- 少年社中第30回公演『リチャード三世』（2015年3月、あうるすぽっと） - スタンリー 役
- 『孤島の鬼』（2015年4月 - 5月、赤坂RED/THEATER） - 諸戸道雄 役
- 「アイドリング!!!10年目の明日ング!!!」特別舞台公演『見よ、飛行機の高く飛べるを』（2015年9月、中目黒キンケロ・シアター） - 新庄洋一郎 役
- 三越伊勢丹トラベル「歌のチカラ 初秋の三陸を訪ねて」内 音楽劇『瀧廉太郎の友人、と知人とその他の諸々』（2015年10月、にっぽん丸チャータークルーズ） - 瀧廉太郎 役
- 『四谷怪談』（2015年10月、俳優座劇場） - 民谷伊右衛門 役
- ミュージカル『青春-AOHARU-鉄道』 - 東海道本線 役
  - ミュージカル『青春-AOHARU-鉄道』 （2015年11月、全労済ホール スペース・ゼロ）[14]
  - ミュージカル『青春-AOHARU-鉄道』2 〜信越地方よりアイをこめて〜（2016年11月、AiiA 2.5 Theater Tokyo / 新神戸オリエンタル劇場）[15]
  - ミュージカル『青春-AOHARU-鉄道』3 〜延伸するは我にあり〜（2018年5月、品川プリンスホテル クラブeX / 新神戸オリエンタル劇場 / 長岡リリックホール シアター）[16]
  - 臨時ダイヤ〜高輪ゲートウェイでつかまえて〜（2019年5月13日、品川プリンスホテル クラブeX）[17]
  - ミュージカル『青春-AOHARU-鉄道』コンサート Rails Live 2019（2019年10月30日 - 10月31日、舞浜アンフィシアター/11月3日 - 11月4日 COOL JAPAN PARK OSAKA　WWホール）9（2019年10月 - 11月、舞浜アンフィシアター / COOL JAPAN PARK OSAKA WWホール）[18]
  - ミュージカル『青春-AOHARU-鉄道』4 〜九州遠征異常あり〜（2021年2月14日 - 28日、天王洲 銀河劇場）[19]
  - ミュージカル『青春-AOHARU-鉄道』〜誰が為にのぞみは走る〜（2022年8月18日 - 28日、品川プリンスホテル ステラボール）[20][21]
  - ミュージカル『青春-AOHARU-鉄道』5〜鉄路にラブソングを〜（2023年6月15日 - 25日、天王洲 銀河劇場 / 6月30日 - 7月2日、AiiA 2.5 Theater Kobe）[22]
  - ミュージカル『青春-AOHARU-鉄道』コンサート Rails Live 2025（2025年11月22日 - 24日〈予定〉、TACHIKAWA STAGE GARDEN）[23]
- One on One 26th note コードシリーズ『BIRDMAN〜空の果てにあるもの・ライト兄弟〜』（2015年12月、シアターグリーン BIG TREE THEATER） - ウィルバー・ライト 役
- 演劇ユニット100点un・チョイス！番外公演vol.1『ハピプラ！』（2016年1月、テアトルBONBON） - 海老沢陸 役
- 『弱虫ペダル』 - 手嶋純太 役
  - 〜総北新世代、始動〜（2016年3月、TOKYO DOME CITY HALL / アルモニーサンク北九州ソレイユホール / オリックス劇場 / KAAT神奈川芸術劇場）
  - 〜箱根学園新世代、始動〜（2016年9月 - 10月、TOKYO DOME CITY HALL / オリックス劇場）
  - 新インターハイ篇〜スタートライン〜（2017年2月 - 3月、オリックス劇場 / TOKYO DOME CITY HALL）
  - 新インターハイ篇〜ヒートアップ〜（2017年10月、天王洲 銀河劇場 / 大阪メルパルクホール）
  - 新インターハイ篇〜箱根学園王者復格〜（2018年3月、東京芸術劇場 / 新神戸オリエンタル劇場）
  - 新インターハイ篇〜制・限・解・除（リミットブレイカー）〜（2019年5月、シアター1010 / 浪切ホール）
- ネビュラプロジェクト&ぴあ&シアターBRAVA!presents『ナミヤ雑貨店の奇蹟』（2016年4月 - 5月、Zeppブルーシアター六本木 / シアターBRAVA！）
- オフブロードウェイ・ミュージカル『bare』（再演）（2016年6月 - 7月、新宿シアターサンモール） - ジェイソン 役 ※ダブルキャスト
- ミュージカル座『BEFORE AFTER』（2016年7月、STAR PINE'S CAFE） - ベン 役
- 演劇ユニット トンダカラ 1st flight『トンダカラ』（2017年1月、新宿シアターミラクル） - ダニー・イェップ 役
- 『TRICKSTER〜the STAGE〜』（2017年4月、Zeppブルーシアター六本木） - 明智小五郎 役[24]
- 『200億の客船』（2018年1月、吉祥寺シアター） - 野島悟 役
- 藤間勘十郎文芸シリーズ其の三『恐怖時代』・『多神教』（2018年2月・6月、三越劇場 / 京都芸術劇場春秋座） - 靱負（恐怖時代） / 棚村久内（多神教） 役
- 『グーテンバーグ！ザ・ミュージカル！』（2018年7月、新宿村LIVE） - ダグ・サイモン 役 ※ダブルキャスト
- SOLID STARプロデュースvol.15『明るいお葬式』（2018年9月、俳優座劇場） - 桐ケ谷猫十 役
- 朗読劇『予告犯』（2018年9月、あうるすぽっと） - カンサイ 役
- 30-DELUX Perfect EDITION 『SHAKES』（2018年10月 - 11月、インディペンデントシアター2nd / 昭和文化小劇場 / 新宿村LIVE） － 江口久之 役[25]
- 水木英昭プロデュースVOL.23 『虹色唱歌』（2018年11月 - 12月、紀伊國屋ホール） - 近藤源三 役[26]
- Zu々プロデュース『怜々蒐集譚Reirei Syusyu Tan』（2019年2月、新国立劇場 小ホール） - 来島 役[27]
- 演劇ユニット トンダカラ『トンダカラ 2nd flight 』（2019年4月、コフレリオ新宿シアター） - ダニー 役
- 新・古事記ミュージカル『天の河伝説』（2019年7月、博品館劇場） - ハヤヒ 役
- 藤間勘十郎文芸シリーズ其の四『怪談 牡丹燈籠』（2019年7月、三越劇場） - 萩原新三郎 / 捕り手頭 役
- 『グーテンバーグ！ザ・ミュージカル！2019』（2019年8月、新宿角座） - プロデューサー 役（日替わりゲスト）
- 『200億の電波』（2019年8月 - 9月、吉祥寺シアター）
- 『仮面山荘殺人事件』（2019年9月 - 10月、サンシャイン劇場 / サンケイホールブリーゼ / 新潟市民芸術文化会館りゅーとぴあ）
- 『ノンセクシャル』（2020年6月、横浜赤レンガ倉庫）
- 舞台「賭博黙示録カイジ」（2020年12月4日 - 6日、京都劇場 / 12月10日 - 13日、ヒューリックホール東京） - 船井譲次 役
- ミュージカルGOOD EVENING SCHOOL（2020年12月17日‐20日、本多劇場）
- MANKAI STAGE『A3!』 - 鹿島雄三 役
  - 〜WINTER 2021〜（2021年5月20日 - 6月13日、TACHIKAWA STAGE GARDEN 他）[28]
  - Troupe LIVE〜WINTER 2022〜（2022年2月23日 - 26日、TACHIKAWA STAGE GARDEN）[29]
  - ACT2! 〜SPRING 2022〜（2022年4月22日 - 5月30日、東京国際フォーラム ホールC 他）[30]
  - ACT2! 〜AUTUMN 2022〜（2023年1月21日 - 2月26日、TACHIKAWA STAGE GARDEN 他）[31]
  - ACT2! 〜WINTER 2023〜（2023年1月21日 - 2月26日、TACHIKAWA STAGE GARDEN 他）[32]
  - ACT2! 〜WINTER 2024〜（2024年4月9日 - 5月12日、TOKYO DOME CITY HALL 他）[33]
  - 〜Four Seasons LIVE 2024〜（2024年10月31日 - 11月4日、東京ガーデンシアター）[34]
  - ACT3! 2025（2025年3月22日 - 5月10日、KAAT神奈川芸術劇場 ホール）[35]
- 『ワールドトリガー the Stage』
  - 『ワールドトリガー the Stage』（2021年11月19日 - 28日、品川プリンスホテル ステラボール / 12月2日 - 12月5日、サンケイホールブリーゼ） - 林藤匠 役[36]
  - 『ワールドトリガー the Stage』大規模侵攻編（2022年8月5日 - 14日、品川プリンスホテル ステラボール / 8月19日 - 21日、京都劇場） - レプリカ・林藤匠 役（声の出演）[37][38]
  - 『ワールドトリガー the Stage』B級ランク戦開始編（2023年8月5日・6日、シアター1010 / 8月10日 - 13日、サンケイホールブリーゼ / 8月18日 - 27日、天王洲 銀河劇場） - レプリカ・林藤匠 役（声の出演）[39]
- シン る・ひま オリジナ・る ミュージカ・る『明治座で逆風に帆を張・る!!』（2021年12月28日 - 31日、明治座） - 弁慶 役[40]
- 夏の夜の夢（2023年4月19日 - 23日、東京芸術劇場 シアターウエスト） - タイテーニア 役[41]
- ロンドンコメディ Run For Your Wife（2023年7月15日、あうるすぽっと） - 新聞記者 役（日替わりゲスト）[42]
- リーディング『First Love 〜ツルゲーネフの「初恋」〜』（2023年8月28日 - 30日、あうるすぽっと）[43]
- Casual Meets Shakespeare『MACBETH SC』（2024年9月26日 - 10月6日、新宿村LIVE）[44]
- 演劇【推しの子】2.5次元舞台編（2024年12月13日 - 22日、シアターH / 12月26日 - 29日、梅田芸術劇場 シアター・ドラマシティ） - 雷田澄彰 役[45]
- ハジケ・る ポップコーン一座『テイ・る オブ ナイトメア』〜不思議の国の給仕係〜（2025年3月23日、I'M A SHOW）[46][47]
- Zu々プロデュース10周年記念公演 第2弾『ダイアナ〜それぞれのダイアナ〜』（2025年9月3日 - 15日〈予定〉、横浜赤レンガ倉庫 1号館 3Fホール）[48]
- Casual Meets Shakespeare『ヴェニスの商人 CS』（2025年11月1日 - 9日〈予定〉、IMAホール） - シャイロック 役[49]

### その他
- 夏葉亭一門会vol.10『錦の袈裟』（2014年2月、王子小劇場） - 夏葉亭ルッコラ名義
- 岡田亮輔&鯨井康介 トーク＆ライブ（2015年3月31日、汐留BLUE MOOD）
- Funky Galaxy from 超新星 『ジーザス feat.アヴちゃんfrom女王蜂』 Music Video出演（2015年10月）
- 鯨井康介 生誕祭〜クジライジャパン緊急召集〜 （2017年9月30日、羽田TIAT SKY HALL）
- 鯨井康介 のおしゃべりJAPAN〜年忘れ！クジライジャパン始まるよ！！〜（2017年12月28日、新宿ロフトプラスワン）
- クジライジャパン 監督生誕記念試合 サーティワンだよ鯨井さん〜カップよりコーンで〜（2018年8月5日、羽田TIAT SKY HALL）
- CHAIR02『B面』岡田亮輔・鯨井康介・谷口ゆうなLIVE（2018年8月18日・19日、赤坂グラフィティ）
- MASHIKAKU CONTE LIVE 『ユニコーン』（2019年1月、博品館劇場）
- 鯨井康介監督生誕記念試合〜32歳で芸能生活15周年だけど令和の世ではまだまだ1年生スペシャル〜（2019年7月28日、羽田TIAT SKY HALL）

## CD

### シングル
- Ready?（2004年10月6日）『Get Ride! アムドライバー』第二期オープニングテーマ [50]

### 参加作品
- Get Ride! アムドライバー キャラクターシングル Vol.1 アムバディ（ジェナス&ラグナ）（2004年9月1日）
- Get Ride!アムドライバー キャラクターシングル Vol.4 ジェナス&ダーク（2005年2月2日）